# 製鉄記念広畑病院
製鉄記念広畑病院（せいてつきねんひろはたびょういん）は、兵庫県姫路市にあった新日本製鐵（現・日本製鉄）系列の病院。1940年（昭和15年）開院の日本製鐵広畑製鐵所病院を前身とし、3度の改称を経て最終的にこの名称となった。
2015年（平成27年）2月に兵庫県立姫路循環器病センターとの統合再編が策定され、2022年（令和4年）4月30日をもって閉院し、翌5月1日に姫路駅東の再開発地域（キャスティ21）へ移転して兵庫県立はりま姫路総合医療センターが開院した。

## 沿革
姫路市広畑地区は、長らく新日鐵広畑製鐵所の企業城下町であり、製鉄所の立地する浜手一帯には新日鐵関連の諸施設、社宅等が立ち並んでいた。当病院もその一つであった。地元での略称としては「新日鉄病院」等が用いられた（バス停名など）。
1980年代に入ると広畑製鐵所は規模縮小され、それに伴い病院周辺の労働会館、社宅、運動場等が姿を消していく中、当病院は存続した。1998年（平成10年）4月1日に新日鐵直営から医療法人社団新日鐵広畑病院として分社化され、2011年（平成23年）4月1日に社会医療法人として認定を受けると同時に製鉄記念広畑病院に改称した。平成に入ると路線バスが病院正面へ乗り入れるなどアクセス改善が進み、長年古びたモルタル建築の病棟だけだったが、2000年（平成12年）3月に新本館が、2013年（平成25年）3月に新館が建設された。旧館群は、独特の濃い肌色の外観を持っていた。
閉院前は、兵庫県立加古川医療センターを基地病院とする兵庫県ドクターヘリの準基地病院として共同運用、運航していた。
2022年（令和4年）4月30日をもって閉院し、翌5月1日に兵庫県立姫路循環器病センターと統合の上、姫路駅東の再開発地域（キャスティ21）へ移転して兵庫県立はりま姫路総合医療センターとして開院した。
2023年（令和5年）2月1日、跡地の建物を活用して三栄会広畑病院が開院した。

## 年表
- 1940年（昭和15年）9月10日 - 日本製鐵広畑製鐵所病院として開院。
- 1949年（昭和24年）10月 - 一般診療を開始。
- 1950年（昭和25年）4月 - 日本製鐵の解体に伴い、富士製鐵広畑製鐵所病院と改称。
- 1951年（昭和26年）3月 - 医療法に基づく総合病院として認可される。
- 1955年（昭和30年）4月 - 旧・本館（現在の北館）が竣工。
- 1970年（昭和45年）3月 - 新日鐵発足に伴い、新日鐵広畑病院と改称。
- 1973年（昭和48年）10月 - 東館が竣工。
- 1981年（昭和56年）7月 - 中央診療棟（現・サービスセンター）が竣工。
- 1998年（平成10年）4月1日 - 新日鉄直営から、医療法人社団新日鐵広畑病院として分社化。
- 2000年（平成12年）3月 - 新本館が竣工。
- 2011年（平成23年）4月1日 - 社会医療法人として認定を受けると同時に製鉄記念広畑病院に改称[6]。
- 2012年（平成24年）10月5日 - 兵庫県知事より「兵庫県指定がん診療連携拠点病院」の指定を受ける[10]。
- 2013年（平成25年）3月 - 新館が竣工。姫路救命救急センター開設。
- 2014年（平成26年）3月 - ヘリポートを建設。
- 2016年（平成28年）7月27日 - 地域医療支援病院の認定を受ける。
- 2022年（令和4年）
  - 4月30日 - 閉院[4]。
  - 5月1日 - 兵庫県立姫路循環器病センターと統合して兵庫県立はりま姫路総合医療センターが開院[5]。

## 施設
- 本館
- 新館
- ローソン
- リハビリセンター

### 関連施設
- 職員食堂
- アカシア寮

## 診療科
- 内科
- 消化器内科
- 呼吸器内科
- 緩和ケア内科
- 腎臓内科
- 糖尿病・内分泌内科
- 小児科
- 外科
- 消化器外科
- 乳腺外科
- 血管外科
- 呼吸器外科
- 頸部外科
- 肛門外科
- 整形外科
- 形成外科
- 脳神経外科
- 皮膚科
- 泌尿器科
- 産婦人科
- 眼科
- 耳鼻咽喉科・頭頸部外科
- 放射線科
- リウマチ科
- リハビリテーション科
- 病理診断科
- 救急科（ICU・救急診療部）

### 一般外来診察のない診療科
- 脳神経内科
- 麻酔科

## 医療機関の指定等
- 保険医療機関
- 救急告示医療機関
- 労災保険指定医療機関
- へき地医療拠点病院
- 指定自立支援医療機関（更生医療）
- 臨床研修指定病院
- 生活保護法指定医療機関
- 特定疾患治療研究事業委託医療機関
- 結核指定医療機関
- 指定養育医療機関
- 原子爆弾被害者医療指定医療機関
- 母体保護法指定医師の配置されている医療機関
- 地域医療支援病院
- 性病予防法指定医療機関
- 兵庫県ドクターヘリ準基地病院
- 兵庫県指定がん診療連携拠点病院
- 兵庫県難病医療専門協力病院

## 周辺
夢前川西岸に立地。
- MEGAドンキ広畑店
- ニトリ姫路広畑店
- 赤ちゃん本舗姫路広畑店
- ホームセンタームサシ姫路店

これら店舗の敷地に、かつて新日鐵関連施設・社宅等があった。

## アクセス
鉄道
- 山陽電鉄網干線 夢前川駅から南へすぐ

路線バス
神姫バスが運行。
- 「製鉄記念広畑病院」下車すぐ
  - 28系統 姫路駅北口 ←→ 製鉄記念広畑病院 （玉手経由）
  - 29系統 姫路駅北口 ←→ 製鉄記念広畑病院 （東町坪経由）
  - 30系統 姫路駅北口 ←→ 製鉄記念広畑病院 （青山経由）
  - JR網干駅 ←→ 製鉄記念広畑病院
- 「夢前町一丁目」下車東へ200m。
  - 29系統 姫路駅北口 ←→ 新日鉄 （東町坪経由）
  - 30系統 姫路駅北口 ←→ 新日鉄 （青山経由）

自動車
- 兵庫県道502号英賀保停車場線（東門通）・国道250号（浜国道）近く

## 医療事故
2015年（平成27年）7月、消化管内視鏡検査において消化管内の洗浄に際して精製水を注入するところを、誤ってホルマリン液が注入された。50人あまりが誤投与を受けたとされている。2016年（平成28年）10月13日に70代の男性患者とその家族より後遺症が残ったとして兵庫県警察に業務上過失致傷容疑で告訴状を提出したが不起訴となった。